# Wolfgang Pauli
Wolfgang Ernst Pauli (Viena, 25 de abril de 1900-Zúrich, 15 de diciembre de 1958) fue un físico teórico austríaco, nacionalizado suizo y luego estadounidense. Se cuenta entre los padres fundadores de la mecánica cuántica; es suyo el principio de exclusión, según el cual es imposible que dos electrones —en un átomo— puedan tener la misma energía, el mismo lugar, e idénticos números cuánticos. En 1945, luego de haber sido nominado por Albert Einstein, Pauli recibió el Premio Nobel de Física por su "contribución decisiva a través de su descubrimiento de una nueva ley de la Naturaleza, el principio de exclusión o Principio de Pauli". El descubrimiento involucró la teoría del espín, que es la base de una teoría de la estructura de la materia.

## Biografía
Nacido de Wolfgang Joseph Pauli y Berta Camilla Schütz, Pauli, ya desde su nombre había sido destinado al camino de la física; en efecto, su padre le puso el segundo nombre en honor de Ernst Mach.
Estudió en el Döblinger Gymnasium de Viena, donde se licenció en física en 1918. Después de tan solo dos meses publicó su primer artículo sobre la teoría de la relatividad general de Albert Einstein. En julio de 1921 logró su doctorado en física, tutelado por Arnold Sommerfeld, en la Universidad de Múnich (Ludwig-Maximilians-Universität - LMU).
Sommerfeld, su padrino de tesis doctoral, le había sugerido realizar un artículo sobre la relatividad para la Enciclopedia de ciencias matemáticas, una obra alemana. Dos meses después de doctorarse Pauli concluyó el artículo, de 237 páginas, recibiendo elogios de Einstein: publicado como monografía, es todavía hoy una de las referencias básicas sobre el tema.

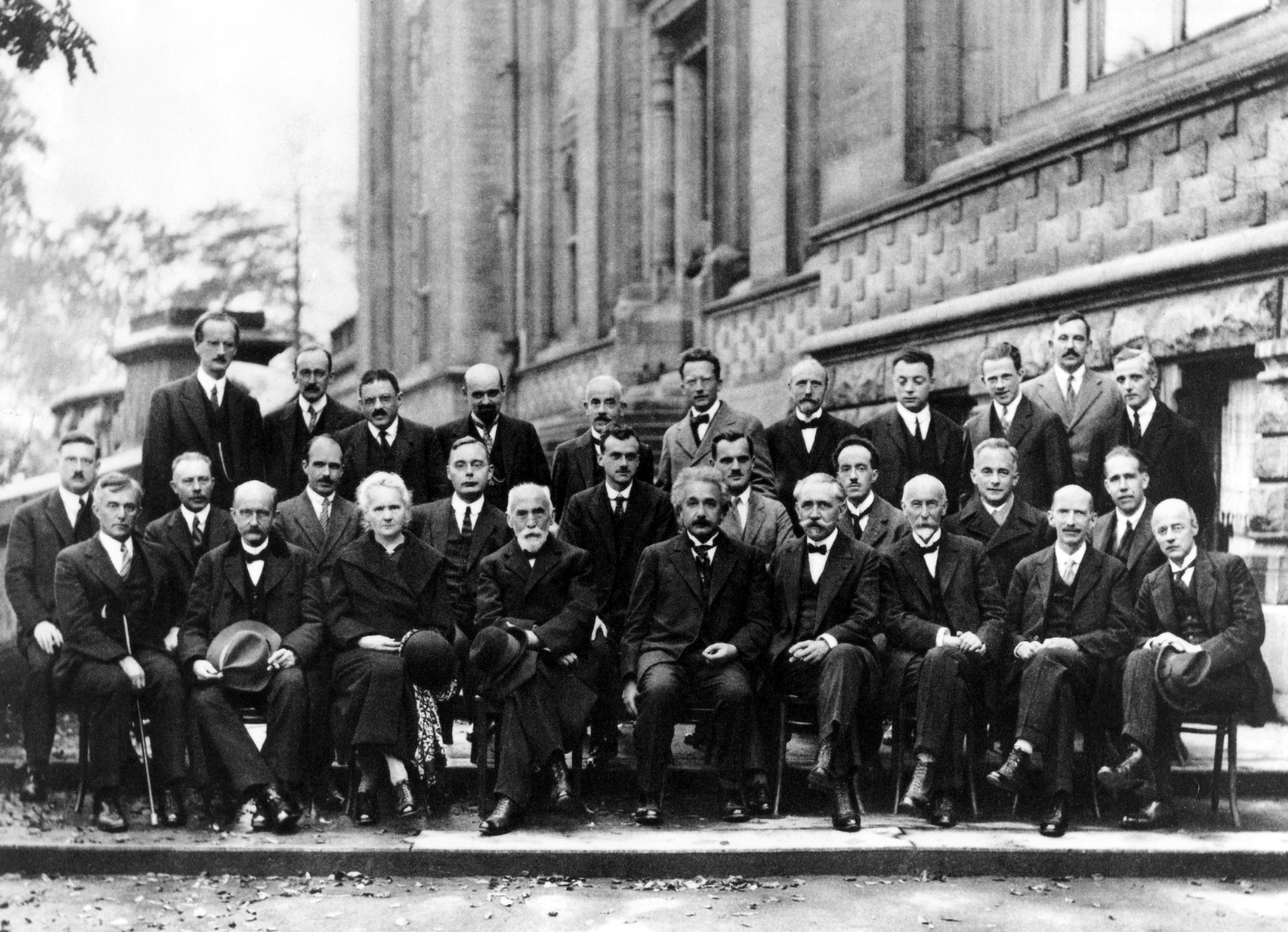
Quinto Congreso Solvay sobre mecánica cuántica, 1927. Pauli en la fila superior, cuarto comenzando por la derecha.

Pasó un año en la Universidad de Gotinga como asistente de Max Born, y al año siguiente se trasladó al Instituto Niels Bohr de física teórica en Copenhague.
En mayo de 1929 Pauli abandona la Iglesia católica y en diciembre se casa con Käthe Margarethe Dëppner, de quien se divorcia en 1930, tras poco menos de un año de matrimonio.
En 1928 es nombrado profesor de física teórica en la Escuela Politécnica Federal de Zúrich, en Suiza.
Dicta después algunos seminarios en la Universidad de Míchigan en 1931 y en el Instituto de Estudios Avanzados de Princeton en 1935.
En 1934 se casa con Francisca Bertram, junto a quien permanecerá ligado hasta su muerte. La anexión de Austria por Hitler en 1938 lo convierte en ciudadano alemán. En 1940, por la Segunda Guerra Mundial, se trasladó a Estados Unidos para hacerse cargo de la cátedra de física en Princeton.
En 1945 recibe el Premio Nobel de Física por su descubrimiento del principio de exclusión, obteniendo la nacionalidad estadounidense en 1946. Finalizado el conflicto mundial, regresa a Zúrich. Allí muere el 15 de diciembre de 1958, a los 58 años de edad.

## Investigación científica
Pauli hizo muchas contribuciones importantes como físico, principalmente en el campo de la mecánica cuántica. Rara vez publicaba artículos y prefería mantener una larga correspondencia con colegas como Niels Bohr de la Universidad de Copenhague en Dinamarca y Werner Heisenberg, con quien mantenía una estrecha amistad. Muchas de sus ideas y resultados nunca se publicaron y sólo aparecían en sus cartas, que a menudo eran copiadas y difundidas por sus destinatarios. En 1921 Pauli trabajó con Bohr para crear el Principio de Aufbau, que describía la acumulación de electrones en capas basándose en la palabra alemana para construir, ya que Bohr también hablaba alemán con fluidez.
Pauli propuso en 1924 un nuevo grado de libertad cuántico (o número cuántico) con dos valores posibles, para resolver las incoherencias entre los espectros moleculares observados y la teoría en desarrollo de la mecánica cuántica. Formuló el principio de exclusión de Pauli, quizá su trabajo más importante, que afirmaba que no podían existir dos electrones en el mismo estado cuántico, identificado por cuatro números cuánticos, incluido su nuevo grado de libertad de dos valores. La idea del espín surgió de Ralph Kronig. Un año más tarde, George Uhlenbeck y Samuel Goudsmit identificaron el nuevo grado de libertad de Pauli como spin del electrón, en el que Pauli durante mucho tiempo se negó erróneamente a creer.
En 1926, poco después de que Heisenberg publicara la teoría matricial de la mecánica cuántica moderna, Pauli la utilizó para deducir el espectro observado del átomo de hidrógeno. Este resultado fue importante para asegurar la credibilidad de la teoría de Heisenberg.
Pauli introdujo las matrices de Pauli de 2×2 como base de los operadores de espín, resolviendo así la teoría no relativista del espín. A veces se dice que este trabajo, incluida la ecuación de Pauli, influyó en Paul Dirac en su creación de la ecuación de Dirac para el electrón relativista, aunque Dirac dijo que él mismo inventó estas mismas matrices de forma independiente en su momento. Dirac inventó matrices de espín similares pero mayores (4x4) para utilizarlas en su tratamiento relativista del espín fermiónico. En 1930, Pauli consideró el problema de la desintegración beta. En una carta del 4 de diciembre a Lise Meitner et al., que comenzaba así: "Queridas damas y caballeros radiactivos", propuso la existencia de una partícula neutra no observada hasta entonces, con una masa pequeña, no superior al 1% de la masa de un protón, para explicar el espectro continuo de la desintegración beta. En 1934, Enrico Fermi incorporó la partícula, a la que llamó neutrino, "pequeño neutro" en el italiano nativo de Fermi, a su teoría de la desintegración beta. El neutrino fue confirmado experimentalmente por primera vez en 1956 por Frederick Reines y Clyde Cowan, dos años y medio antes de la muerte de Pauli. Al recibir la noticia, Pauli respondió por telegrama: "Gracias por el mensaje. Todo llega a quien sabe esperar. Pauli."
En 1940, Pauli volvió a deducir el teorema de la estadística del espín, un resultado crítico de la teoría cuántica de campos que afirma que las partículas con espín medio entero son fermiones, mientras que las partículas con espín entero son bosones.
En 1949, publicó un artículo sobre la regularización de Pauli-Villars: regularización es el término que designa las técnicas que modifican las integrales matemáticas infinitas para hacerlas finitas durante los cálculos, de modo que se pueda identificar si las cantidades intrínsecamente infinitas de la teoría (masa, carga, función de onda) forman un conjunto finito y, por tanto, calculable, que puede redefinirse en términos de sus valores experimentales, criterio que se denomina renormalización, y que elimina los infinitos de la teorías cuánticas de campos, pero también permite, de manera importante, el cálculo de correcciones de orden superior en la teoría de perturbaciones.
Pauli criticó repetidamente la síntesis moderna de la biología evolutiva, y sus admiradores contemporáneos señalan los modos de herencia epigenética como apoyo a sus argumentos.
Paul Drude propuso en 1900 el primer modelo teórico clásico para un electrón  moviéndose a través de un sólido metálico. El modelo clásico de Drude también fue ampliado por Pauli y otros físicos.  Pauli se dio cuenta de que los electrones libres en el metal deben obedecer la estadística de Fermi-Dirac.  Utilizando esta idea, desarrolló la teoría del paramagnetismo en 1926. Pauli dijo: "Festkörperphysik ist eine Schmutzphysik" -la física del estado sólido es la física de la suciedad.
Pauli fue elegido Miembro Extranjero de la Royal Society en 1953 y presidente de la Swiss Physical Society en 1955 durante dos años. En 1958 se convirtió en miembro extranjero de la Real Academia Neerlandesa de Artes y Ciencias.

## Personalidad y reputación
El efecto Pauli, no exento de un matiz ciertamente humorístico, fue bautizado así en referencia a las extrañas averías en equipos experimentales coincidentes con el simple hecho de que Pauli se hallase cerca de ellos. Pauli también era consciente de su reputación, y fue para él un placer cada vez que se manifestaba este efecto.
En cuanto a la física, Pauli fue un famoso perfeccionista. Esto lo extendía no solo a su propio trabajo, sino también a la labor de sus colegas. Como resultado, llegó a ser conocido dentro de la comunidad física como la «conciencia de la Física».
En el segundo bloque temático, correspondiente a una de las obras más importantes del psiquiatra Carl Gustav Jung, Psicología y alquimia, se analiza una serie de sueños e impresiones visuales en estado de vigilia de un hombre adulto, alguien descrito por su autor como espiritualmente superior. Aunque Jung no lo diga directamente, el individuo en cuestión sería Pauli.

### Relación con sus colegas

Desde la izquierda: Wilfried Schröder; desde la derecha: Arnold Sommerfeld; detrás, de izquierda a derecha: Erwin Fues, Charles Elwood Mendenhall y Wolfgang Pauli; ca. 1928.

Pauli era temido y famoso por sus críticas, a menudo despiadadas e irrespetuosas, incluso hacia amigos o autoridades especializadas. En 1929, por ejemplo, escribió sobre el trabajo de Albert Einstein a su colega Pascual Jordán en Hamburgo: "¡Se dice que Einstein soltó terribles tonterías sobre un paralelismo de largo alcance en el coloquio de Berlín!" y en 1931 reseñó su renovado intento de construir una Teoría del campo unificado: Ya es un acto audaz de los editores incluir un artículo sobre una nueva teoría de campo de Einstein entre los resultados de las ciencias naturales exactas. Después de todo, su inventiva inagotable, así como su energía persistente en la persecución de un objetivo particular, nos ha estado dando recientemente un promedio de alrededor de una teoría de este tipo al año –siendo psicológicamente interesante que la teoría en cuestión suele ser considerada por el autor durante un tiempo como la "solución definitiva"–. 
Él y su colega Paul Ehrenfest, quien al igual que Pauli había escrito un artículo en la Enciclopedia de Ciencias Matemáticas, entablaron una cordial amistad, que no impidió que los dos dejaran de intercambiar mordaces chascarrillos:

Ehrenfest: "Sr. Pauli, ¡me gusta más su artículo de enciclopedia que usted!"

A Pauli también le gustaba hacer bromas o comentarios maliciosos sobre sus compañeros. Sobre su asistente Rudolf Peierls dijo: “Peierls, habla tan rápido; hasta que entiendas lo que está diciendo, ¡ya afirma lo contrario!" Otra anécdota informa que el siempre optimista Werner Heisenberg su "Teoría del campo uniforme", que había discutido con Pauli, pero que se distanció cada vez más de ella, presentó en la radio como la "teoría de Heisenberg-Pauli" y dijo que estaba casi completa, "solo faltaban algunos detalles". Luego, Pauli le envió a George Gamow una postal el 1 de marzo de 1958, en la que solo se dibujó un cuadrado con el comentario "Esto es para mostrarle al mundo que puedo pintar como Tiziano", en minúsculas: "Solo faltan los detalles técnicos".
La única persona a la que eximió de sus críticas fue a su maestro Arnold Sommerfeld, a quien veneraba y en cuya presencia era un hombre cambiado: se dirigía a él como Herr Geheimrat y era extremadamente cortés y diplomático cuando formulaba una opinión discrepante.

## El diálogo Pauli-Jung
Pauli fue amigo del psiquiatra y psicólogo suizo Carl Gustav Jung y discutió su trabajo con él. Jung se interesó por las ricas experiencias oníricas de Pauli y, a la inversa, el contacto de Pauli con Jung le estimuló a trabajar en la historia y la filosofía de la ciencia. En la correspondencia mantenida entre ambos investigadores durante los años comprendidos entre 1932 y 1958, queda claro que Wolfgang Pauli desempeñó un papel fundamental en la concepción del término sincronicidad tal y como lo introdujo C. G. Jung, y además en la concreción de los conceptos de inconsciente colectivo y arquetipos, centrales en la obra de Jung. Pauli se interesó especialmente por la génesis de las ideas de Johannes Kepler. El examen de sus notas hasta el momento demuestra que la preocupación de Pauli por estos temas no provenía de un interés puramente académico, sino que estaba arraigada en una profunda experiencia personal: la confrontación existencial con el arquetípico "espíritu de la materia".
Tras su divorcio en los años treinta, Pauli siguió recibiendo tratamiento psicoanalítico de Jung por problemas de pareja y alcoholismo, que finalizó en 1934. Tras las primeras sesiones, en las que reconoció que Pauli estaba en grave peligro debido a una orientación intelectual unilateral y a la pérdida de contacto con su vida emocional, no se hizo cargo él mismo del tratamiento, sino que se lo encargó a su joven alumna Erna Rosenbaum. La razón era que quería que los sueños de Pauli, que según Jung eran ricos en arquetipos, se registraran sin influencia de sus propios conocimientos previos. Sin embargo, más tarde discutió los arquetipos oníricos con Pauli personalmente. Tras la guerra, Pauli reanudó el diálogo con Jung, compartiendo con él el interés por la alquimia y manteniendo también estrechos contactos científicos con la alumna de Jung Marie-Louise von Franz. Esta última fue también su psicoanalista durante un tiempo.

## Eponimia
Además de los conceptos físico-matemáticos que llevan su nombre, se tiene que:
- El cráter lunar Pauli lleva este nombre en su memoria.[22]
- El asteroide (13093) Wolfgangpauli también conmemora su nombre.[23]

## Edición en castellano
- Pauli, Wolfgang (1996). Escritos sobre física y filosofía. Traducción de M. García y R. Hernández. Incluye el artículo «La influencia de las ideas arquetípicas en las teorías científicas de Kepler», que acompañaba los escritos de Jung en La interpretación de la naturaleza y la psique. Madrid: Debate. ISBN 978-84-8306-031-5.

### Sobre la relación entre Jung y Pauli
- Jung, Carl Gustav (2019). Dream Symbols of the Individuation Process. Notes of C. G. Jung's Seminars on Wolfgang Pauli's Dreams. Princeton University Press. ISBN 9780691183619.
- Jung, Carl Gustav; Pauli, Wolfgang (2014). Atom and Archetype. The Pauli/Jung Letters, 1932-1958. Princeton University Press. ISBN 9780691161471.
- Meier, Carl Alfred (1996). Wolfgang Pauli y Carl G. Jung: un intercambio epistolar, 1932-1958. Colección Alianza Universidad. Madrid: Alianza editorial. ISBN 978-84-206-2846-2.
- Miller, Arthur I.: Deciphering the Cosmic Number (137): Jung, Pauli, and the Pursuit of Scientific Obsession, W. W. Norton & Co. (2009) ISBN 0-393-06532-4, muestra la colaboración entre Pauli, Jung y también Von Franz.
- Silvano Tagliagambe; Angelo Malinconico (2019). Pauli y Jung. Un debate sobre materia y psique. Editorial Traducciones Junguianas. ISBN 978-612-47453-7-9.